# Tumlin-Podgród
Tumlin-Podgród – wieś w Polsce położona w województwie świętokrzyskim, w powiecie kieleckim, w gminie Miedziana Góra.
W latach 1975–1998 miejscowość należała administracyjnie do województwa kieleckiego.
W miejscowości znajdują się 2 wyciągi narciarskie o długości 500 i 300 metrów.
Przez wieś przechodzi  Główny Szlak Świętokrzyski im. Edmunda Massalskiego z Gołoszyc do Kuźniaków.
Na północ od wsi znajduje się wzniesienie Góra Grodowa (395 m n.p.m.) z rezerwatem przyrody „Kręgi Kamienne” i kamienną kaplicą pw. Przemienienia Pańskiego z 1850 r., wpisaną do rejestru zabytków nieruchomych (nr rej.: A.450 z 29.01.1987).